# قانون باستان
قانون باستان: ارتباط آن با تاریخ اولیهٔ جامعه و رابطه آن با ایده‌های مدرن (به انگلیسی: Ancient Law, Its Connection with the Early History of Society, and Its Relation to Modern Ideas) کتابی است از هنری جیمز سامنر ماین، حقوقدان انگلیسی که اولین بار در سال ۱۸۶۱ در «اکتاوو» منتشر شد. این کتاب در زمان حیات نویسنده دوازده بار چاپ  گردید. چاپ دوازدهم در سال ۱۸۸۸ منتشر شد.
نسخه جدیدی با یادداشت‌های سر فردریک پولاک (بارون سوم) در اکتاوو در سال ۱۹۰۶ منتشر شد.
سخنرانی‌هایی ماین برای مسافرخانه‌های دادگاه، پایه‌ای برای «قانون باستان» شد. هدف آن، همان طور که در مقدمه بیان شد، «نشان دادن برخی از اولین ایده‌های بشر که در قوانین باستان منعکس شده‌است و اشاره به رابطه آن ایده‌ها با تفکر مدرن بود.